# 김노디니움목
김노디니움목(Gymnodiniales)은 디노피시스강에 속하는 무각 와편모충류 목의 하나이다. 9개 과에 639종을 포함하고 있다.

## 하위 과
| - 악티니스쿠스과 (Actiniscaceae) - 악티니스쿠스목 (Actiniscales)으로 분류하기도 함. - Brachidiniaceae - Ceratoperidiniaeceae - Chytriodiniaceae - Dicroerismataceae - 악티니스쿠스목 (Actiniscales)으로 분류하기도 함. | - 김노디니움과 (Gymnodiniaceae) - Gyrodiniaceae - Kareniaceae - Warnowiaceae |